# Reinhardsmunster
Reinhardsmunster es una localidad y comuna francesa, situada en el departamento de Bajo Rin en la región de Alsacia.
Limita al noreste con Thal-Marmoutier y al sureste con Hengwiller.

## Demografía
| 271 | 326 | 303 | 331 | 366 | 402 |
| Para los censos de 1962 a 1999 la población legal corresponde a la población sin duplicidades (Fuente: INSEE [Consultar]) |     |     |     |     |     |